# 10号族
10号族（-ごうぞく、Family 10）は、サラブレッドの牝系（母系）の一つで、オーエンテューダー、ブレアーアソール、ロックオブジブラルタル等を輩出した一族である。牝祖は1730年頃には生まれていたであろうフェアヘレン（Fair Helen）という名の牝馬であり、mtDNAハプロタイプは解析例が少なくはっきりしないが、D2。
代表馬は上記のほかにハンプトン、バヤルド、レンバーグ、オーウェル、エアボーン、プリンスローズ、レファレンスポイント、ヒカルメイジ、メジロドーベル、スティルインラブ等。

## 牝系図
- Fair Helen -- F-No.10
  - Grey Childers Mare（1741, Grey Childers）
    - The Gower Stallion Mare（1757, The Gower Stallion）
      - Snap Mare（Snap）
        - Herod Mare（1774, Herod）
          - Trumpator Mare（1788, Trumpator）
            - Sir Peter Teazle Mare（1802, Sir Peter Teazle）
              - Gift（1818, Young Gohanna）
                - Myrrha（1830, Whalebone）
                  - Plenipotentiary Mare（1840, Plenipotentiary）
                    - Queen Mary（1843, Gladiator） -- F-No.10-a
                      - Braxey（1849, Moss Trooper） -- F-No.10-d
                      - Blooming Heather（1852, Melbourne） -- F-No.10-e
                      - Bonny Bell（1860, Voltigeur） -- F-No.10-b
                      - Bonnie Doon（1870, Rapid Rhone） -- F-No.10-c